# Propalaus
Propalaus là một chi bọ cánh cứng trong họ 
Elateridae.
Chi này được miêu tả khoa học năm 2008 bởi Casari.

## Các loài
Các loài trong chi này gồm:
- Propalaus alicii (Pjatakowa, 1941)
- Propalaus haroldi (Candèze, 1878)